# Rainer Riesner

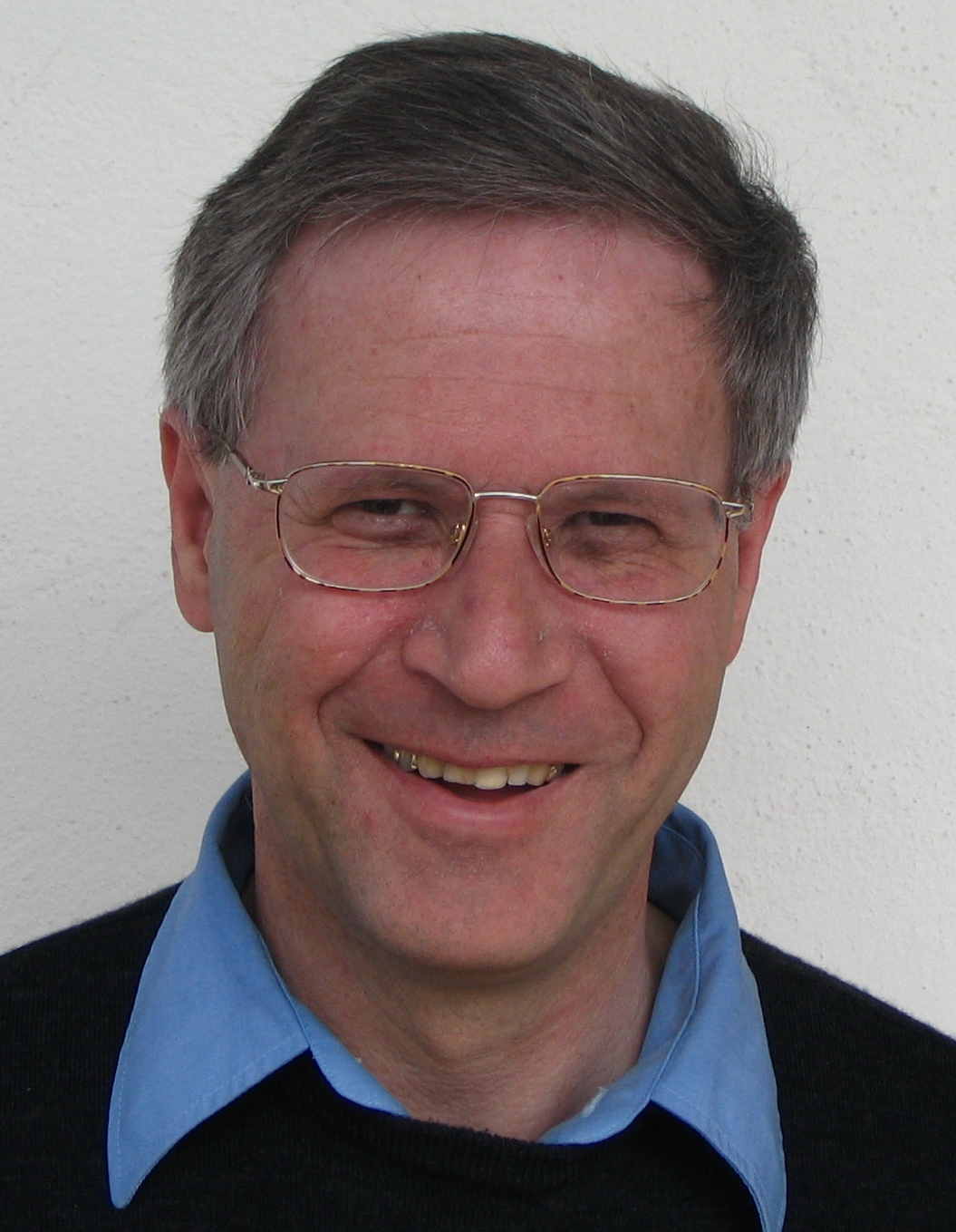
Rainer Riesner

Rainer Riesner (* 2. Juni 1950 in Friedberg (Hessen)) ist ein deutscher Theologe und emeritierter Hochschullehrer, der Neues Testament am Institut für Evangelische Theologie der Technischen Universität Dortmund lehrte. Sein besonderes Interesse gilt der Historizität der im Neuen Testament beschriebenen Vorgänge und der – in der Neutestamentlichen Zeitgeschichte erforschten – Umwelt des NTs.

## Leben
Rainer Riesner studierte ab 1969 evangelische Theologie in Neuendettelsau, Heidelberg und Tübingen. 1975 legte er sein erstes theologisches Examen ab. Von 1976 bis 1980 war er zeitweise Hilfskraft am Althistorischen Seminar der Universität Tübingen, wo er mit redaktioneller Mitarbeit bei „Aufstieg und Niedergang der Römischen Welt“ beteiligt war.
1980 erfolgte die Promotion zum Dr. theol. der Evangelisch-theologischen Fakultät Tübingen (Betreuer Otto Betz) mit einer vielbeachteten Studie über Jesus als Lehrer. Dazu erschien auch eine allgemeinverständliche Fassung unter dem Titel Jesus und seine Schüler.
Ebenfalls 1980 wurde er in der Evangelischen Landeskirche von Württemberg zum Pfarrer ordiniert. Nach dem zweiten theologische Examen 1980–82 übernahm er ein Vikariat in Crailsheim und Dußlingen. Anschließend war er bis 1987 Wissenschaftlicher Assistent für Neues Testament bei Peter Stuhlmacher in Tübingen. Ein anderer wichtiger Lehrer in Tübingen war Martin Hengel. Bis 1989 war Riesner Stipendiat der Deutschen Forschungsgemeinschaft. 1990 habilitierte er sich im Fach Neues Testament in Tübingen mit einer Untersuchung über Die Frühzeit des Apostels Paulus. Anschließend war Riesner bis 1997 Pfarrer im Hochschuldienst und Dozent für Neues Testament in Tübingen. In dieser Zeit leitete er auch exegetisch-archäologische Studienkurse für württembergische Pfarrer in Israel.
Im Studienjahr 1997–1998 übernahm er die Vertretung des Lehrstuhls Biblische Theologie: Altes und Neues Testament an der Technischen Universität Dresden. Von 1998 bis 2013 unterrichtete er als Professor für Evangelische Theologie mit Schwerpunkt Neues Testament an der Technischen Universität Dortmund. Neben der Jesusforschung und der Geschichte und Archäologie des Urchristentums befasste Riesner sich intensiv mit dem lukanischen Doppelwerk und seinen Sondertraditionen. In der Diskussion um Qumran und die Essener trat er mit seinem Lehrer Otto Betz  Sensationsmeldungen über die um 1990 allgemein zugänglich gemachten Textfragmente entgegen. Außerdem versuchte er, die von dem Benediktiner und Hobbyarchäologen Bargil Pixner aufgestellte These eines Essenerviertels in Jerusalem und essenischer Einflüsse auf die Urgemeinde wissenschaftlich zu begründen. Nach seiner Emeritierung an der Universität Dortmund übernahm Riesner im Oktober 2013 am Albrecht-Bengel-Haus in Tübingen die Zuständigkeit für die Doktorandenarbeit, die er im Oktober 2018 an Roland Deines übergab.
Riesner ist
- Mitglied der Studiorum Novi Testamenti Societas (SNTS)[7]
- Herausgeber der Reihe „Biblische Archäologie und Zeitgeschichte“ (Gießen)
- Mitherausgeber der Zeitschriften
  - Theologische Beiträge (Witten)[8]
  - Journal for the Study of the Historical Jesus (London / New York City)

sowie der
- neutestamentlichen Kommentarreihe „Historisch-theologische Auslegung“ (Witten)

## Lehre
Der von Riesner eingeschlagene Weg beim Umgang mit dem Neuen Testament erinnert an den von Adolf Schlatter. Die philologische Erforschung von Texten und der historische Kontext spielen dabei eine wichtige Rolle.

## Privates
Er ist seit 1986 mit der Ärztin Cornelia Riesner verheiratet und hat vier Kinder.

## Auszeichnungen
- 1995: Johann-Tobias-Beck-Preis für seine Arbeit über Die Frühzeit des Apostels Paulus. Studien zur Chronologie, Missionsstrategie und Theologie.[11]
- 2015: zu seinem 65. Geburtstag gaben Schüler und Kollegen Riesners eine Festschrift heraus.[12]
- 2021: Franz-Delitzsch-Preis des Instituts für Israelogie der Freien Theologischen Hochschule Gießen für seine Monographie Messias Jesus.[13]

## Werke

### Als Alleinautor
- Handeln aus dem Geist. 12 Thesen zu Römer 12. 1977.
- Apostolischer Gemeindebau. Die Herausforderung der paulinischen Gemeinden. Brunnen, Gießen 1978. ISBN 978-3-7655-2932-0.
- Jesus als Lehrer. Eine Untersuchung zum Ursprung der Evangelien-Überlieferung, 1980, DNB 810836963, (Dissertation Universität Tübingen, Evangelisch-Theologische Fakultät 1980, 491 Blätter, 30 cm); im Buchhandel in der Buchreihe: Wissenschaftliche Untersuchungen zum Neuen Testament, Reihe 2: Band 7, Mohr Siebeck, Tübingen 1981, ISBN 3-16-144469-8, 2., verbesserte Auflage 1984; 3., erweiterte Auflage 1988, ISBN 3-16-145195-3; 4., vollständig neubearbeitete Auflage 2023, ISBN 978-3-16-162497-1.
- Die Frühzeit des Apostels Paulus. Studien zur Chronologie, Missionsstrategie und Theologie des Apostels bis zum Ersten Thessalonicher-Brief. [1990], DNB 910506949 (Habilitation Universität Tübingen 1990, 419, [3] Blätter, Kt, 30 cm); im Buchhandel bei: Mohr Siebeck, Tübingen 1994, ISBN 978-3-16-145828-6 (XIV, 509 Seiten, 24 cm).
- Formen gemeinsamen Lebens im Neuen Testament und heute. Brunnen, Gießen 1995. ISBN 978-3-7655-9011-5.
- Paulʼs Early Period. Chronology, Mission Strategy, Theology, Grand Rapids 1998. ISBN 978-0-8028-4166-7.
- Essener und Urkirche in Jerusalem. Neue Quellen und Funde. Brunnen, Gießen 1998.
- Der Ursprung der Jesus-Überlieferung. Verlag der Liebenzeller Mission, Bad Liebenzell 1999. ISBN 978-3-921113-02-8.
- Bethanien jenseits des Jordan. Theologie und Topographie im Johannes-Evangelium, Brunnen, Gießen 2002. ISBN 978-3-7655-9812-8.
- Die Rückkehr der Augenzeugen. Eine neue Entwicklung in der Evangelienforschung. In: Theologische Beiträge 38 (2007), S. 337–352 (IGUW; PDF; 108 kB).
- Wer ist Jesus? Institut für Glaube und Wissenschaft, Marburg 2010 (IGUW; PDF)
- Ein falsches Jesus-Grab, Maria Magdalena und kein Ende. Institut für Glaube und Wissenschaft, Marburg 2010 (IGUW; PDF)
- Der Papst und die Jesus-Forscher – Notwendige Fragen zwischen Exegese, Dogmatik und Gemeinde. Institut für Glaube und Wissenschaft, Marburg 2010 (IGUW; PDF)
- Jesus, Paulus und wir. In: Theologische Beiträge 45 (2014) (Theologische Beiträge; PDF)
- „Es begab sich aber zu der Zeit ...“. Während Augustus sich zum Friedensbringer aufschwang, kam im Osten des Römischen Reichs ein Kind zur Welt, das die Christen später als Messias verehrten. In: ZEIT Geschichte Nr. 02/2014 (zeit.de)
- Von Jesus zum Markusevangelium. Der Weg zur Überlieferung. Institut für Glaube und Wissenschaft, Marburg 2015 (IGUW; PDF)
- Messias Jesus. Seine Geschichte, seine Botschaft und ihre Überlieferung, Brunnen, Gießen 2019. ISBN 978-3-7655-9410-6 (2. erweiterte Auflage 2023, ISBN 978-3-7655-9582-0).

### Als Mitautor
- zahlreiche Artikel in: Das Große Bibellexikon, hrsg. von Helmut Burkhardt u. a., 2. Auflage 1990.
- mit Otto Betz: Jesus, Qumran und der Vatikan – Klarstellungen, Herder, Freiburg im Breisgau – Gießen 1992, 6. Aufl. 1996. ISBN 3-7655-5701-3.
- mit Georg Molin und Otto Betz: Das Geheimnis von Qumran. Wiederentdeckte Lieder und Gebete. Herder, Freiburg 1994. ISBN 978-3-451-23324-1.
- mit Howard I. Marshall: Die Ursprünge der neutestamentlichen Christologie. Brunnen, Gießen 1997. ISBN 978-3-7655-9704-6.
- mit Karl H. Fleckenstein und Mikko Louhivuori: Emmaus in Judäa. Geschichte – Exegese – Archäologie. Brunnen, Gießen 2003. ISBN 978-3-7655-9811-1.
- mit Otto Betz: Verschwörung um Qumran? Jesus, die Schriftrollen und der Vatikan. Edel, München 2007. ISBN 978-3-8118-1493-6.
- mit Christian Gnilka und Stefan Heid: Blutzeuge: Tod und Grab des Petrus in Rom. Schnell & Steiner, Regensburg 2010. ISBN 978-3-7954-2414-5.

### Als Herausgeber
- Hanna Blok und Margreet Steiner: Jerusalem: Ausgrabungen in der heiligen Stadt. Brunnen Verlag, Gießen 1996. ISBN 978-3-7655-9805-0.
- mit Gerhard Maier und Heinz-Werner Neudorfer: Historisch Theologische Auslegung. Hans F. Bayer: Das Evangelium des Markus. Band 5. Brunnen Verlag, Gießen 2008. ISBN 978-3-7655-9725-1.
- Eckhard J. Schnabel: Der erste Brief des Paulus an die Korinther. SCM R. Brockhaus, Wuppertal 2011. ISBN 978-3-417-29724-9.
- Fritz Neugebauer: Die Entstehung des Johannesevangeliums, Brunnen Verlag, Gießen 2015, ISBN 978-3-7655-9219-5.

### Als Übersetzer
- Bargil Pixner: Wege des Messias und Stätten der Urkirche. Brunnen, Gießen 1996. ISBN 978-3-7655-9802-9.
- Mendel Nun: Der See Genezareth und die Evangelien. Archäologische Forschungen eines jüdischen Fischers. Brunnen, Gießen 2001. ISBN 978-3-7655-9810-4.

## Einzelbelege
1. ↑  Untertitel: Wie zuverlässig wurden Jesu Worte überliefert? Brunnen, Gießen 1991, von Franz Stuhlhofer.
2. ↑  Mitarbeiterprofil auf der TU Dortmund Webseite der TU Dortmund.
3. ↑  Otto Betz / Rainer Riesner: Jesus, Qumran und der Vatikan. Klarstellungen. 5. Auflage. Brunnen / Herder, Giessen / Freiburg 1994.
4. ↑  Rainer Riesner: Essener und Urgemeinde in Jerusalem. Neue Funde und Quellen. Brunnen-Verlag, Giessen 1998.
5. ↑  Bargil Pixner: Wege des Messias und Stätten der Urkirche. Jesus und das Urchristentum im  Licht neuer archäologischer Erkenntnisse. Hrsg.: Rainer Riesner. 2. Auflage. Brunnen, Giessen 1994, ISBN 3-7655-9802-X, S. 1994.
6. ↑  Doktorandenarbeit im ABH, bengelhaus.de, abgerufen am 18. Januar 2019.
7. ↑  Studiorum Novi Testamenti Societas (SNTS) Website der STUDIORUM NOVI TESTAMENTI SOCIETAS (SNTS).
8. ↑  Theologische Beiträge – Herausgeberkreis Website der Theologischen Beiträge.
9. ↑  So beurteilt von Armin Daniel Baum: Rainer Riesner zum 60. Geburtstag. In: Theologisches Gespräch 41, 2010, S. 91f.
10. ↑  Mitarbeiterprofil auf der TU Dortmund Website Website der TU Dortmund.
11. ↑  Preisträger des Johann-Tobias-Beck-Preises, afet.de, abgerufen am 5. Juni 2014.
12. ↑  Armin D. Baum/Detlef Häußer/Emmanuel L. Rehfeld (Hrsg.): Der jüdische Messias Jesus und sein jüdischer Apostel Paulus (WUNT II, Bd. 425), Tübingen 2016.
13. ↑  Ehrung für Theologieprofessor Rainer Riesner, idea.de, Meldung vom 16. August 2021.

| Personendaten    | Personendaten                          |
| ---------------- | -------------------------------------- |
| NAME             | Riesner, Rainer                        |
| KURZBESCHREIBUNG | deutscher Theologe und Hochschullehrer |
| GEBURTSDATUM     | 2. Juni 1950                           |
| GEBURTSORT       | Friedberg (Hessen), Deutschland        |